# Wilhelm Haan
Pour les articles homonymes, voir Haan.
Wilhelm Haan (né le 25 décembre 1801 à Torgau et mort le 31 mai 1884 à Dresde) est un ecclésiastique protestant et un enseignant saxon.

## Biographie
Wilhelm Haan est le fils du professeur de l'école de filles de Torgau puis professeur de Dresde Gottlieb Haan. Wilhelm Haan reçoit ses premières leçons dans l'école privée de son père à Dresde. De 1816 à 1821, il étudie à l'École Sainte-Croix de Dresde puis à l'Université de Leipzig jusqu'en 1825, où il étudie la théologie. Haan obtient son premier emploi en tant que professeur à l'École libre de la ville (de) de Leipzig. En 1826, il s'installe à Frauenstein dans les monts Métallifères en tant que recteur. En 1832, il devient diacre à Waldheim. En 1839, Wilhelm Haan devient pasteur et surintendant de la ville de Leisnig, où il travaille jusqu'à un âge avancé. En 1884, il meurt dans la ville de résidence saxonne de Dresde.
Wilhelm Haan est membre de l'Association royale des antiquités (de) de Dresde, membre honoraire de la Fondation Luther de Leipzig et du Haut-siège libre pour la science, l'art et l'éducation (de) de Francfort-sur-le-Main, membre correspondant de la Société allemande (de) de Leipzig et membre du musée d'ethnologie de Leipzig.

## Honneurs
- Ordre royal du Mérite saxon
- Nomination en tant que citoyen d'honneur de Leisnig

## Travaux (sélection)
- Verzeichniß aller im Königreich Sachsen angestellten Geistlichen, Schullehrer, Cantoren etc. (Fortsetzung und Umarbeitung des zuletzt 1818 erschienenen Prediger-Kalenders von C. Ramming.) Dresden 1826.
- Kirchlich-statistisches Handbuch für das Königreich Sachsen, oder Verzeichniß der daselbst angestellten Geistlichen, Schullehrer, Cantoren etc. aller Confessionen. (2. Ausg.) Dresden 1838.
- Ein Sendschreiben an seine Amtsbrüder, Freiberg 1853.
- Verzeichniß der in der Bibliothek des Geschichts- und Alterthums-Vereins für Leisnig und Umgegend befindlichen Bücher, Manuscripte und Urkunden. Leisnig 1870.
- Homiletisches Jdeen-Magazin. Eine Sammlung von zum größten Theil ausgeführten Dispositionen zu Predigten, Pastoral-u. Ephoralreden, Leipzig 1872.
- Sächsisches Schriftsteller-Lexicon. Alphabetisch geordnete Zusammenstellung der im Königreich Sachsen gegenwärtig lebenden Gelehrten, Schriftsteller und Künstler nebst kurzen biographischen Notizen und Nachweis ihrer in Druck erschienenen Schriften, Robert Schaefer's Verlag, Leipzig 1875 (Digitalisat).